# Kiiu-Aabla
Kiiu-Aabla est un village de la Commune de Kuusalu du Comté de Harju en Estonie.
Au 31 décembre 2011, elle compte 30 habitants.
Le village est situé sur la péninsule de Juminda.